# Шаховська (селище міського типу)
Шаховська́ (рос. Шаховская) — селище міського типу, адміністративний центр Шаховського району Московської області. Селище міського типу обласного підпорядкування. Статус селища міського типу — з 1958 року.
Населення — 10,4 тис. жителів (2009).
Селище розташоване на автошляху М-9 «Балтія», на заході області, за 154 км від Москви. Залізнична станція Шаховська на лінії Москва — Рига. У межах селища протікають річки Кізель та Хованка.
Селище є центром муніципального утворення Шаховська.

## Історія

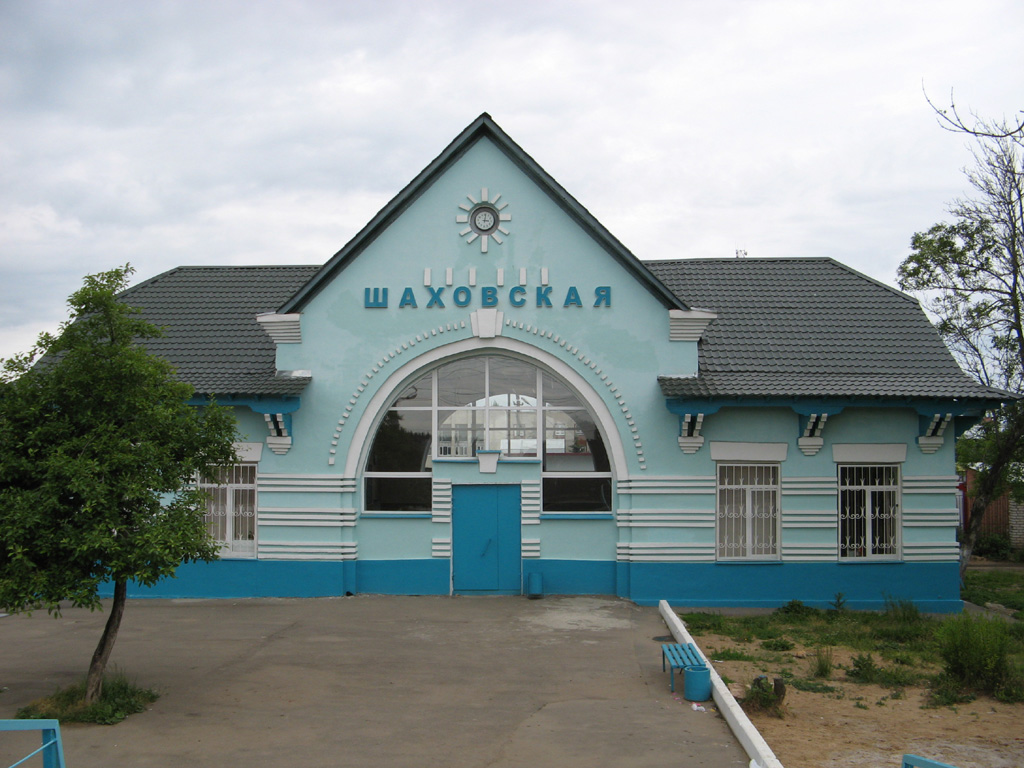
Будівля залізничного вокзалу

Селище засноване в 1901 році через будівництво станції Віндаво-Рибінської залізниці, що отримала назву на честь княгині Є. Ф. Шаховської-Глєбової-Стрешнєвої, на землях якої вона розташовувалася.

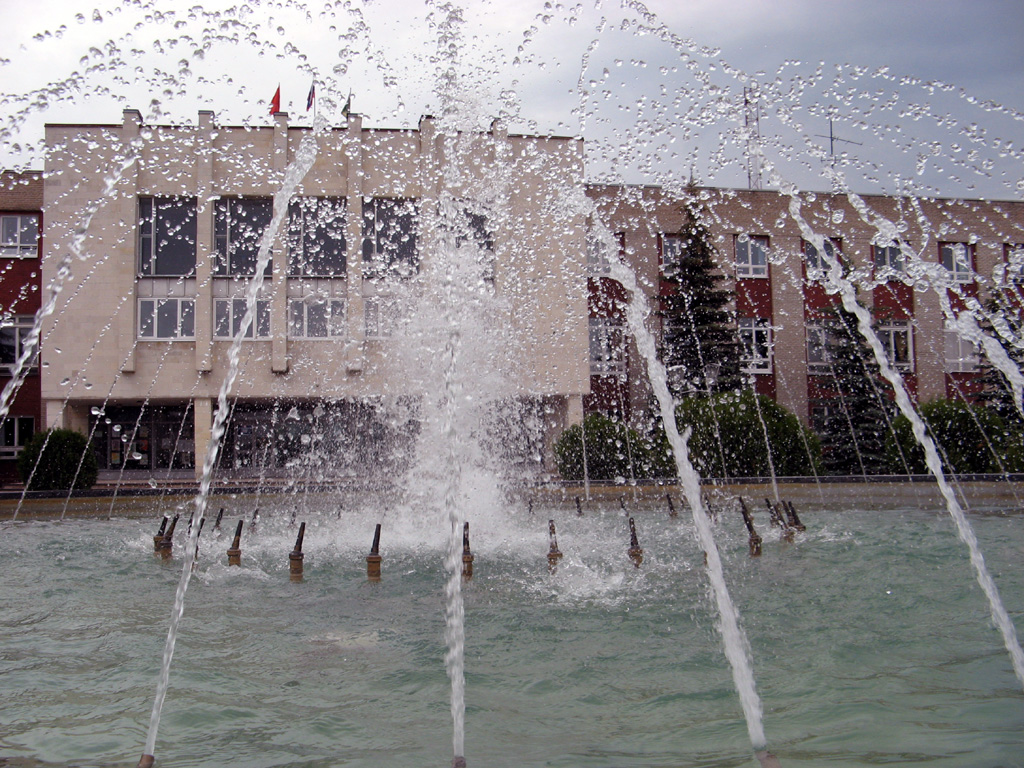
Фонтан на площі біля будівлі адміністрації селища (на задньому плані)

4 серпня 1929 через утворення Шаховського району став районним центром. В 1930 році була організована перша в районі машинно-тракторна станція. В 1935 році було побудовано дерев'яну будівлю лікарні.

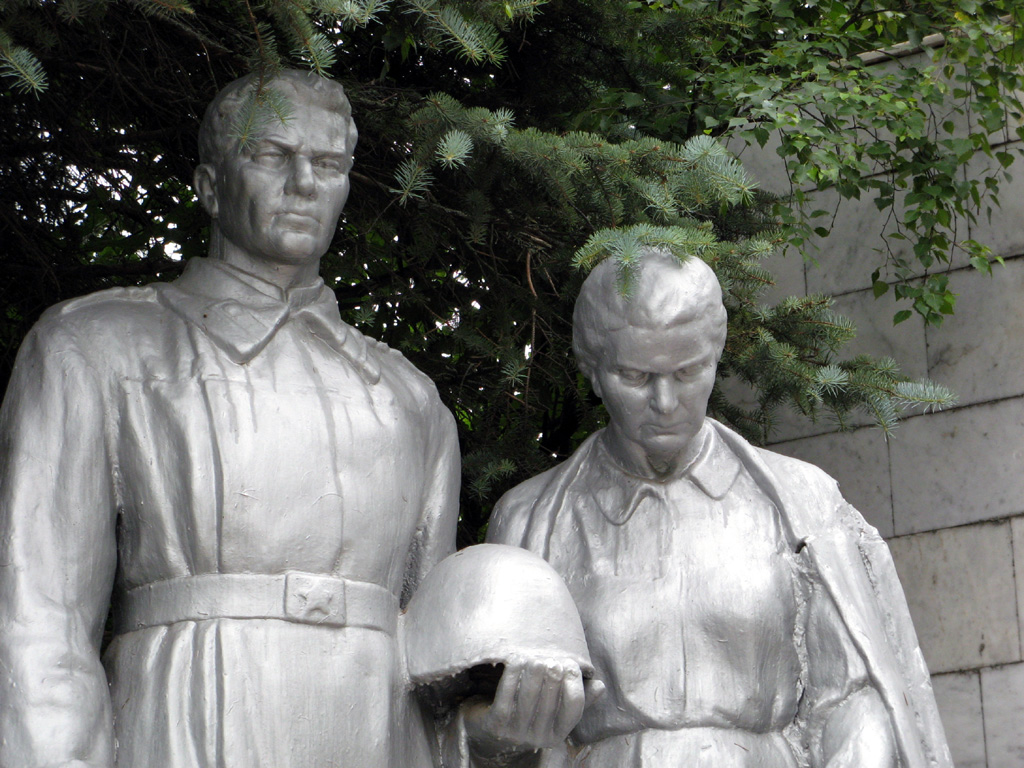
Меморіал загиблим землякам у німецько-радянській війні

В 1958 році відкрита перша середня школа. З 1960 року почали будувати перші багатоповерхові будинки (найвищий будинок на початок 2010-х — дев'ятиповерхівка на вулиці Базаєва, побудована в 1990 році). У 1965 році відбудовано Будинок культури, де роком опісля була відкрита дитяча музична школа, а в 1980 році тут відкрився краєзнавчий музей. В 1985 році селище було газифіковано.
З 28 березня 1991 року до Шаховської стали курсувати електропотяги. В 1995 році створена телекомпанія «Шаховські вісті». В 1998 році запущена перша лінія цегельного заводу, розпочато випуск мінеральної столової води. З вересня 2003 по 1 квітня 2006 року в Шаховській діяв найбільший в Європі електроламповий завод «В. А. В. С.».

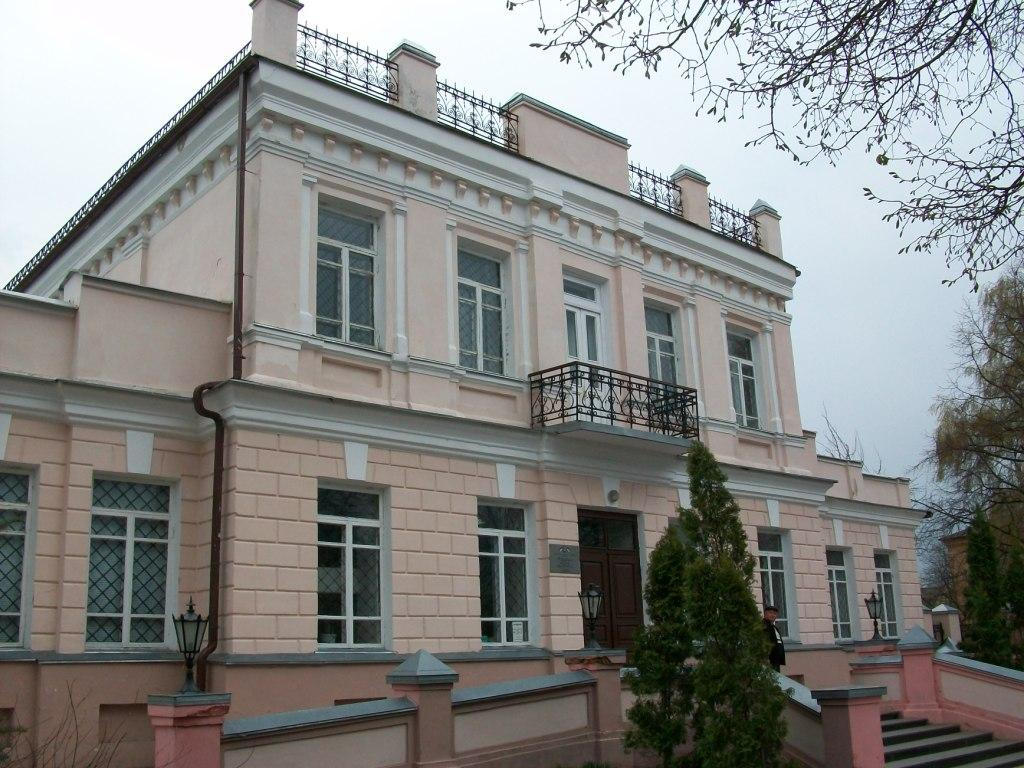
Краєзнавчий музей

## Економіка
Молочний завод, ліспромгосп (припинив діяльність в 2008 році), деревообробний завод (припинив діяльність у 2006 році), цегельний завод. У 2003 році у Шаховській було відкрито найбільший в Європі електроламповий завод, проте в 2006 році він був законсервований через низьку економічну ефективність виробництва.

## Освіта
У селищі працює середня загальноосвітня школа, муніципальний загальноосвітній заклад «Гімназія», філія Красногорського державного коледжу (колишній оптико-електронний коледж), допоміжна школа (Шаховська спеціальна (корекційна) школа-інтернат).

## Визначні пам'ятки
- Краєзнавчий музей.
- Меморіал загиблим землякам в німецько-радянській війні.
- Пам'ятник «доблесним війнам 20 Армії Західного фронту, захисникам Шаховської землі в суворі дні битви під Москвою 1941—1942 р.» (152-мм гармата-гаубиця Д-20 на постаменті на в'їзді в селище).

## Природа і повітря
У Шаховській дуже чисте повітря, незважаючи на близькість шосе. У селищі є ліс, гребля, ставки і парк.